# The Being
Pour plus de détails, voir Fiche technique et Distribution.
The Being est un film américain réalisé par Jackie Kong, sorti en 1983.

## Fiche technique
- Titre : The Being
- Réalisation : Jackie Kong
- Scénario : Jackie Kong
- Production : Bill Osco
- Société de production : Astral Films
- Musique : Don Preston
- Photographie : Hanania Baer et Robert Ebinger
- Montage : Karin Nowarra
- Costumes : Sarah Bardo
- Pays d'origine : États-Unis
- Format : Couleurs - 1,77:1 - Mono - 35 mm
- Genre : Horreur et science-fiction
- Durée : 82 minutes
- Date de sortie : 18 novembre 1983 (États-Unis)

## Distribution
- Martin Landau : Garson Jones
- Marianne Gordon : Laurie
- Bill Osco : le détective Mortimer Lutz
- José Ferrer : le maire Gordon Lane
- Dorothy Malone : Marge Smith
- Ruth Buzzi : Virginia Lane
- Murray Langston : Arn
- Kinky Friedman : Willis
- Johnny Dark : John
- Kent Perkins : l'officier Dudley
- Ellen Blake : Jenny
- Roxanne Cybelle Osco : Suzie
- Jerry Maren : le monstre

## Autour du film
- Tourné en 1980, le film n'est sorti qu'en 1983[1].
- Parmi les nombreux films d'horreur américains mettant en scène des créatures ayant muté à la suite d'une exposition à des déchets radioactifs, citons Spawn of the Slithis (1978), C.H.U.D. (1984) C.H.U.D 2 (1989) ou encore The Toxic Avenger (1985) et ses nombreuses suites.
- Première collaboration entre le réalisateur Jackie Kong et le producteur Bill Osco, cette dernière se poursuivra sur Patrouille de nuit (1984), The Under Achievers et Blood Diner (1987).
- La distribution de The Being comporte de nombreux oscarisés. José Ferrer remporta l'Oscar du meilleur acteur en 1951 pour son interprétation dans Cyrano de Bergerac, Dorothy Malone celui du meilleur second rôle féminin en 1957 pour Écrit sur du vent, tandis que Martin Landau fut élu meilleur second rôle masculin en 1994 pour Ed Wood.